# The Very Best of Enya
The Very Best of Enya es un disco recopilatorio que reúne los más grandes éxitos de la cantante irlandesa Enya. El álbum fue lanzado el 23 de noviembre de 2009. Nuevamente, en su producción cooperaron Nicky Ryan y Roma Ryan.

## Ediciones

### Estándar
Es una selección en CD de 18 temas que trata de abarcar toda la discografía comercial de Enya, desde Watermark hasta And Winter Came....

### Deluxe
Es una selección en CD de 22 temas emblemáticos, seleccionados mayoritariamente de su etapa profesional más reciente, desde A Day Without Rain, y con un DVD que contiene la mayorá de sus videos musicales y algunos vídeos documentales.

### Box Set
Es una edición limitada que, además de incluir los mismos contenidos que la edición Deluxe, contiene un vinilo con tres temas.

## Lista de canciones
Según la versión del álbum, la lista de temas varía:

### Edición Estándar
| The Very Best Of Enya (Versión estándar) |                                                 |                                                                        |          |  |
| N.º                                      | Título                                          | Álbum Original                                                         | Duración |  |
| 1.                                       | «Orinoco Flow»                                  | Watermark                                                              | 4:26     |  |
| 2.                                       | «Aníron (I Desire) (Theme for Aragorn & Arwen)» | B.S.O. de la película El Señor de los Anillos: la Comunidad del Anillo | 2:43     |  |
| 3.                                       | «Storms In Africa»                              | Watermark                                                              | 4:02     |  |
| 4.                                       | «Caribbean Blue»                                | Shepherd Moons                                                         | 3:58     |  |
| 5.                                       | «Book of Days»                                  | Shepherd Moons                                                         | 2:55     |  |
| 6.                                       | «The Celts»                                     | Enya/The Celts                                                         | 2:58     |  |
| 7.                                       | «Only Time»                                     | A Day without Rain                                                     | 3:40     |  |
| 8.                                       | «Wild Child»                                    | A Day Without Rain                                                     | 3:47     |  |
| 9.                                       | «Water Shows The Hidden Heart»                  | Amarantine                                                             | 4:39     |  |
| 10.                                      | «Anywhere Is»                                   | The Memory of Trees                                                    | 3:58     |  |
| 11.                                      | «Cursum Perficio»                               | Watermark                                                              | 4:07     |  |
| 12.                                      | «Amarantine»                                    | Amarantine                                                             | 3:12     |  |
| 13.                                      | «Aldebaran»                                     | Enya/The Celts                                                         | 3:05     |  |
| 14.                                      | «Trains And Winter Rains»                       | And Winter Came...                                                     | 3:44     |  |
| 15.                                      | «Watermark»                                     | Watermark                                                              | 2:25     |  |
| 16.                                      | «Boadicea»                                      | Enya/The Celts                                                         | 3:32     |  |
| 17.                                      | «A Day Without Rain»                            | A Day Without Rain                                                     | 2:37     |  |
| 18.                                      | «May It Be»                                     | B.S.O. de la película El Señor de los Anillos: la Comunidad del Anillo | 3:31     |  |
| 63:19                                    |                                                 |                                                                        |          |  |

| The Very Best Of Enya (Bonus Track EE. UU.) |                          |                    |          |  |
| N.º                                         | Título                   | Álbum Original     | Duración |  |
| 19.                                         | «Oíche Chiúin (Chorale)» | And Winter Came... | 3:49     |  |
| 67:08                                       |                          |                    |          |  |

| The Very Best Of Enya (Bonus Tracks Japan) |                            |                         |          |  |
| N.º                                        | Título                     | Álbum Original          | Duración |  |
| 19.                                        | «To Go Beyond (Part 2)»    | Enya/The Celts          | 3:00     |  |
| 20.                                        | «Only If...»               | Pain the Sky with Stars | 3:17     |  |
| 21.                                        | «Dreams Are More Precious» | And Winter Came...      | 4:25     |  |
| 74:01                                      |                            |                         |          |  |

### Deluxe Edition
| The Very Best Of Enya (Deluxe Edition) |                                                 |                                                                        |          |  |
| N.º                                    | Título                                          | Álbum Original                                                         | Duración |  |
| 1.                                     | «Trains And Winter Rains»                       | And Winter Came...                                                     | 3:44     |  |
| 2.                                     | «My! My! Time Flies!»                           | And Winter Came...                                                     | 3:03     |  |
| 3.                                     | «Stars And Midnight Blue»                       | And Winter Came                                                        | 3:08     |  |
| 4.                                     | «Amarantine»                                    | Amarantine                                                             | 3:12     |  |
| 5.                                     | «Sumiregusa (Wild Violet)»                      | Amarantine                                                             | 4:42     |  |
| 6.                                     | «The River Sings»                               | Amarantine                                                             | 2:43     |  |
| 7.                                     | «If I Could Be Where You Are»                   | Amarantine                                                             | 4:00     |  |
| 8.                                     | «Wild Child»                                    | A Day Without Rain                                                     | 3:47     |  |
| 9.                                     | «Only Time»                                     | A Day Without Rain                                                     | 3:40     |  |
| 10.                                    | «Drifting»                                      | Amarantine                                                             | 4:06     |  |
| 11.                                    | «Flora’s Secret»                                | A Day Without Rain                                                     | 4:06     |  |
| 12.                                    | «Fallen Embers»                                 | A Day Without Rain                                                     | 2:33     |  |
| 13.                                    | «One By One»                                    | A Day Witout Rain                                                      | 3:57     |  |
| 14.                                    | «Pax Deorum»                                    | The Memory of Trees                                                    | 4:59     |  |
| 15.                                    | «Athair Ar Neamh»                               | The Memory of Trees                                                    | 3:42     |  |
| 16.                                    | «Anywhere Is»                                   | The Memory of Trees                                                    | 3:58     |  |
| 17.                                    | «Orinoco Flow»                                  | Watermark                                                              | 4:26     |  |
| 18.                                    | «Watermark»                                     | Watermark                                                              | 2:25     |  |
| 19.                                    | «Boadicea»                                      | Enya/The Celts                                                         | 3:32     |  |
| 20.                                    | «May It Be»                                     | B.S.O. de la película El Señor de los Anillos: la Comunidad del Anillo | 3:31     |  |
| 21.                                    | «Caribbean Blue»                                | Shepherd Moons                                                         | 3:58     |  |
| 22.                                    | «Aníron (I Desire) (Theme for Aragorn & Arwen)» | B.S.O. de la película El Señor de los Anillos: la Comunidad del Anillo | 2:43     |  |
| 79:55                                  |                                                 |                                                                        |          |  |

| The Very Best Of Enya (Deluxe Edition) (Bonus Tracks en Amazon) |                          |                    |          |  |
| N.º                                                             | Título                   | Álbum Original     | Duración |  |
| 23.                                                             | «Oíche Chiúin (Chorale)» | And Winter Came... | 3:49     |  |
| 24.                                                             | «Only Time (Remix)»      | Only Time (Single) | 3:15     |  |
| 86:59                                                           |                          |                    |          |  |

## DVD
1. "Orinoco Flow"
2. "Caribbean Blue"
3. "Only Time"
4. "The Celts"
5. "Amarantine"
6. "Trains And Winter Rains"
7. "Evening Falls..."
8. "Anywhere Is"
9. "It's In The Rain"
10. "Wild Child"
11. "Only If..."
12. "Storms In Africa" (Part 2)
13. "On My Way Home"
14. "Enya: A Life In Music" (Documental)
15. "The Making Of: Caribbean Blue" (Documental)
16. "The Making Of: Only Time" (Documental)

### Box SetLP
Lado 1
1. Orinoco Flow

Lado 2
1. Smaointe...
2. Out Of The Blue